# Frente Cívico Unido (Tanzania)
El Frente Cívico Unido (Chama Cha Wananchi, CUF) es un partido liberal de Tanzania. Aunque tiene base nacionalista, gran parte del soporte del CUF viene de las islas de Zanzíbar de Unguja y Pemba. Es miembro de la Internacional Liberal.

## Historia
El Frente Unido Cívico se creó el 28 de mayo de 1992 merced a la unión de dos movimientos existentes anteriormente, el Kamati ya Mwelekeo wa Vyama Hum (KAMAHURU), un grupo de presión para la democratización de Zanzíbar, y el Movimiento Cívico (Chama cha Wananchi, CCW) , una organización de derechos humanos con base en el continente.
Muchos líderes del CUF fueron antes miembros fieles del partido gobernante Chama Cha Mapinduzi (CCM), y algunos habían sido expulsados a raíz de disputas sobre la política del partido. El partido recibió el reconocimiento el 21 de enero de 1993.
El Frente Unido Cívico participó en las elecciones de 1995, 2000 y 2005. En las presidenciales de 1995 para Tanzania, el candidato del CUF, Ibrahim Lipumba, obtuvo el 6,43% de los votos y el partido consiguió 24 de los 232 escaños de la Asamblea Nacional. Sin embargo, en las presidenciales para Zanzíbar, el candidato Seif Sharif Hamad obtuvo el 49,76% de los votos frente al 50,24% del partido gobernante de Salmin Amour, lo que significa 24 de los 50 escaños. Las elecciones fueron declaradas irregulares por los observadores internaciones, entre ellos la UNPO, y el CUF rehusó reconocer los resultados. En 1997, 18 miembros del CUF fueron arrestados y acusados de traición. 

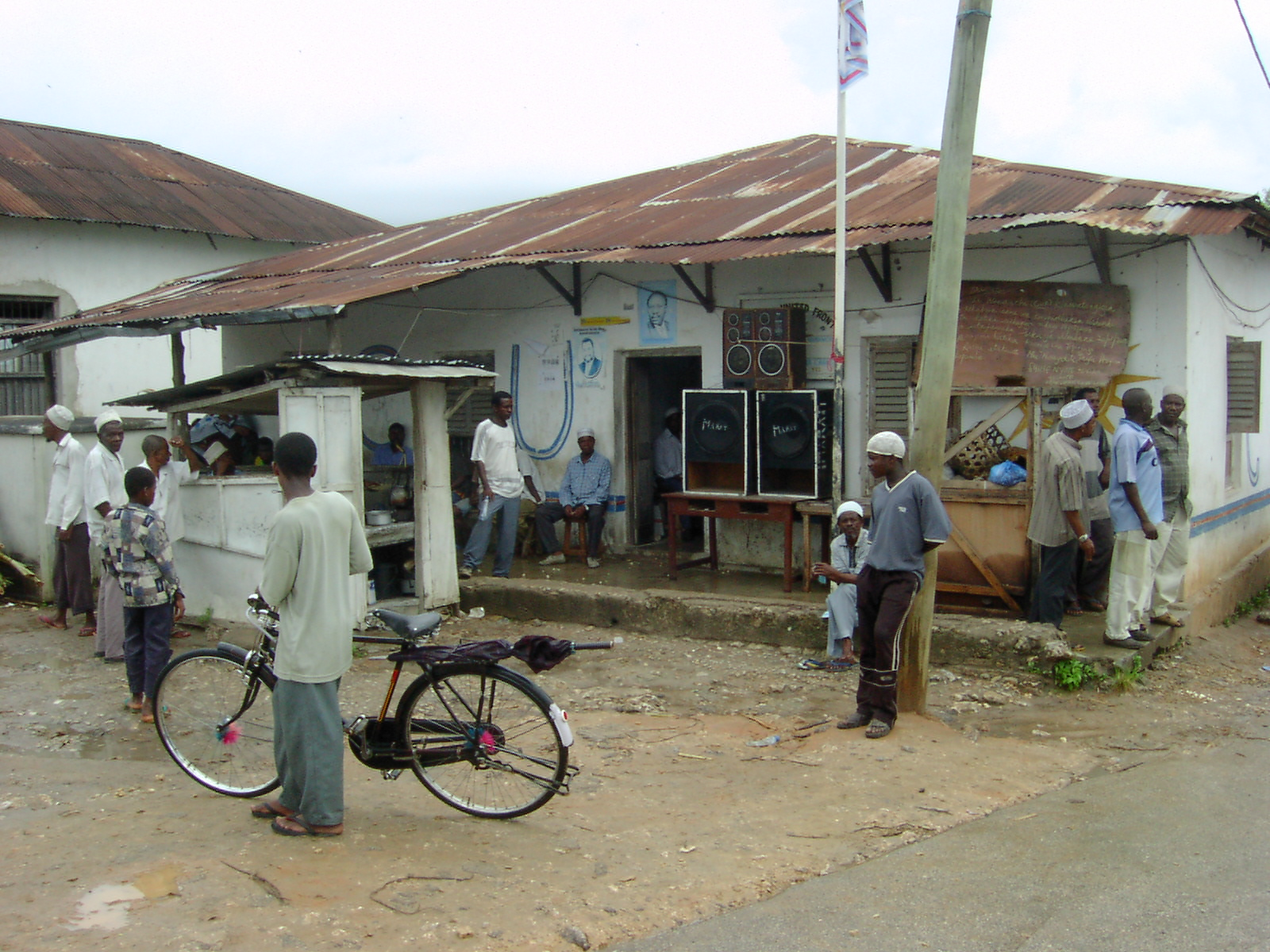
Oficinas del CUF en Pemba

En las elecciones presidenciales de octubre de 2000, el CUF consiguió el 16,26 de los votos en la Asamblea Nacional, con 17 de los 231 escaños, y en Zanzíbar, el 32,96% de los votos frente al 67.04% del CCM del partido gobernante de Amani Abeid Karume, hijo de Sheikh Abeid Amani Karume, anterior presidente. El CUF obtuvo solo 16 de los 50 escaños en la Cámara de Representantes de Zanzíbar. Los observadores anotaron numerosas irregularidades en la votaciones y las elecciones fueron anuladas en 16 distritos electorales. El CUF anunció que boicotearía las nuevas elecciones de 5 de noviembre de 2000.
Las siguientes elecciones para la presidencia de la Cámara de Representantes de Zanzíbar tuvieron lugar el 30 de octubre de 2005. Hamad fue derrotado por Abeid Amani Karume otra vez, con el 46,075 de los votos frente al 53,18%. El CUF rehusó reconocer al presidente. Incluso Estados Unidos boicoteó la ceremonia de investidura de Abeid Karume como presidente.
El 30 de octubre de 2010, hubo elecciones de nuevo y las ganó ampliamente el Chama Cha Mapizundi, con Ali Mohamed Shein como presidente, pero la proximidad de los votos, con el 46,07% para el CUF, permitió a este partido colocar a su secretario general, Seif Sharif Hamad, como vicepresidente. 
En las generales de Tanzania, Ibrahim Lipumba obtuvo el 11,68% de los votos, a gran distancia de Jakaya Kikwete, candidato del CCM y presidente de Tanzania desde ese momento.

## Líderes del partido
- Professor Ibrahim Lipumba, presidente
- Machano Khamis Ali, vicepresidente
- Seif Shariff Hamad, secretario general
- Julius Mtatiro, subsecretario general en Tanzania (continente)
- Ismail Jusa, subsecretario general en las islas de Zanzíbar

- Datos: Q1094460